# Surtout

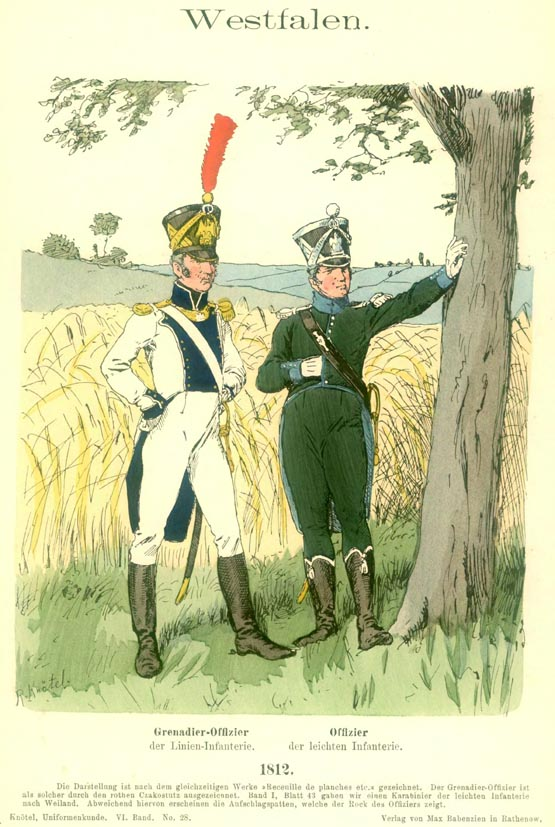
Heer des Königreichs Westphalen (1812): links Grenadieroffizier in Habit veste (Westenrock), rechts Offizier der Leichten Infanterie im Surtout (Leibrock). Farbtafel von Richard Knötel

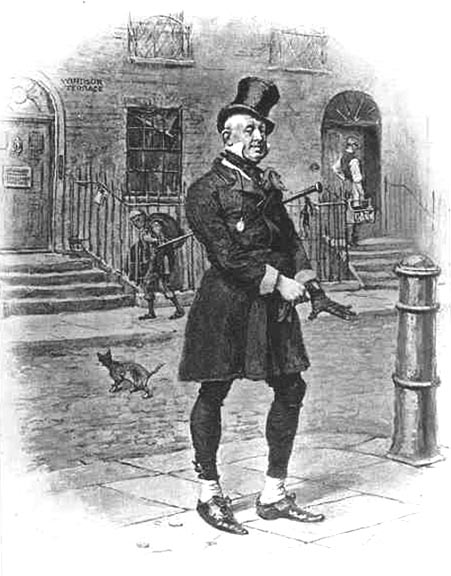
Mann im Surtout. Illustration aus Charles Dickens’ David Copperfield (1912)

Surtout (IPA: [syʁ.tu], französisch sur tout = über allem anderen) bezeichnet verschiedene Herrenbekleidungsstücke des späten 18. und frühen 19. Jahrhunderts. Gleichzeitig steht der Begriff für einen mehrteiligen Tafelaufsatz aus Silber oder Kristall. Dieser war mit Blumenvasen und Fruchtschalen versehen oder war zum Abstellen von Pfeffer, Salz, Öl und anderem gedacht.
Gegen Ende des 18. Jahrhunderts kam in Frankreich der Surtout als reversloser  Herrenrock auf und fand auch Einzug in der französischen Armee. In Deutschland lautete die Bezeichnung Leibrock (einreihig), später auch Kollett (zweireihig). Zunächst war der Surtout als relativ eng anliegender Überrock konzipiert, der in seinem Aussehen dem späteren Frack glich. Im Gegensatz zu diesem war der Surtout jedoch hoch geschlossen. Als Uniformstück besaß er meist einen hohen Stehkragen. Vorne mit einer Reihe Knöpfe oder Haken geschlossen, endete die Brust früher Modelle deutlich oberhalb des Bauchnabels. Der Surtout war hier schräg zurückgeschnitten, so dass die unter ihm getragene Weste sichtbar blieb und optisch fast ein Dreieck bildete. Später schloss die Brust horizontal oder in einem leichten Bogen ab, wobei der Bund hüftwärts rückte, aber immer noch die Westentaschen frei ließ. Der Surtout war betont schlicht gehalten. Als Uniformstück besaß er in der Regel bunte Kragen und Ärmelaufschläge, doch verzichtete er, anders als der ihm ähnliche habit longue (langer Uniformrock), auf entsprechende Rabatten. 
Mit Einführung der sogenannten Bardin-Uniform ab 1812 (benannt nach dem napoleonischen Gardeoffizier Étienne Alexandre Bardin, 1774–1840), verschwand der Habit longue aus den Beständen der napoleonischen Armee. An seine Stelle trat der tief sitzende und gänzlich geschlossene habit veste (Westenrock) „à la Bardin“, mit einem farbigen Plastron. Ihn hatte der kurzschößige, allerdings nur einreihige Westenrock „à la Kinski“ vorweggenommen, der ab 1809 besonders in der französischen Kavallerie sehr beliebt geworden war. Der „Kinski“ ähnelte zugleich der Spätversion des Surtouts, die aber weiterhin in langen Schößen endete. Bei dem späten Surtout saß der vordere Bund knapp auf Hüfthöhe, so dass die Weste nicht mehr sichtbar und überflüssig wurde. Er blieb bei den Offizieren beliebt und verschwand auch bei den Mannschaften nie ganz. 
Später ging der Begriff Surtout auf einen kurzen bis mittellangen Mantel über, der, wie auch andere Mäntel jener Zeit, teilweise mehrere übereinander liegende Schulterkragen besaß.